# Frain
Frain é uma comuna francesa na região administrativa de Grande Leste, no departamento de Vosges. Estende-se por uma área de 7,54 km². Em 2010 a comuna tinha 130 habitantes (densidade: 17,2 hab./km²).